# Танк (фільм)
«Та́нк» — український драматичний фільм-трилер, який знімає Максим Ксьонда. Фільм розповідає про хлопчика із неблагополучної сім'ї на прізвисько Малий, який знаходить німецький танк часів Другої світової війни.

## Синопсис
12-річний хлопчик із неблагополучної сім'ї на прізвисько Малий, який мешкає в Центрально-Східній Україні, знаходить у лісі німецький танк часів Другої світової війни. В інтернеті він дізнається, що його знахідка коштує близько мільйона доларів. Малий намагається продати танк на кольоровий метал по частинах і виходить на німця, який шукає останки свого діда, які, на його думку, знаходяться в тому танку. Також про танк стає відомо криміналітету, корумпованим поліцейським та іншим особам, які за таку суму грошей підуть на все, що завгодно.

## У ролях
Актори тизеру:
- Владислав Піонковський — Малий
- Василь Кухарський — Гравюра, старший брат Малого
- Михайло Буць — Майор
- Володимир Бєляєв — Рівний, старший брат
- Сергій Детюк — Рівний, молодший брат
- Ігор Пазич — Штемп
- Ігор Назаров — Валера
- Вадим Лавренюк — німець

## Виробництво

### Розробка
Ідея фільму народилась після прочитання роману «Ворошиловград» Сергія Жадана. Авторів стрічки зацікавив один із персонажів книги, який мріяв відшукати танк, і це стало поштовхом до створення проєкту. Також до цього творці «Танку» зверталися до Жадана з пропозицією екранізації «Ворошиловграду», але права на нього були вже віддані іншим кінематографістам. За словами режисера Максима Ксьонди, танк є макгафіном, тобто об'єктом, незначимим для сюжету, але за володіння яким борються головні герої. Місцем дії фільму стала промислова зона одного із містечок Центральної України. «Ми припускали, що це Запоріжжя, Кривий Ріг. Там де були бойові дії та німецька окупація», — додав режисер.
У вересні 2015 року під час презентації «Танку» на медіафорумі Kiev Media Week продюсер Максим Сердюк зазначив, що навесні 2016 року відбудеться широкий акторський кастинг, а знімальний процес пройде із травня по вересень 2016 року в Центральній Україні і займе 35 днів. Автори стрічки запросили до спільного виробництва всі країни, але особливо висловили зацікавленість в партнерах із Німеччини, так як вони могли би знайти хорошого актора на роль Німця та розвинути цю лінію в фільмі. Під час пітчингу проєктом зацікавився генеральний продюсер групи компаній Film.ua Group Віктор Мірський. На момент презентації проєкт перебував на стадії написання другої версії сценарію.

### Зйомки
Для презентацій та пітчингів було знято тизер фільму. Зйомки тривали 1 день і проходили на Троєщині та Дарниці в Києві. Локаціями стали Дарницька ТЕЦ та звалище металобрухту.

### Бюджет
У липні 2015 року «Танк» отримав приз у розмірі 50 тисяч гривень від девелоперської компанії UDP за найкращий проєкт українського фільму, представленого на пітчингу в рамках секції Film Industry Office 6-го Одеського міжнародного кінофестивалю.
8 вересня 2015 року «Танк» став одним з трьох фіналістів пітчингу Kiev CoProduction Meetings в рамках медіафоруму Kiev Media Week, однак у підсумку програв фільму «Мавка. Лісова пісня» компанії Film.ua.
5 листопада 2015 року «Танк» переміг на пітчингу в рамках кіноринку Connecting Cottbus Котбуського міжнародного кінофестивалю. Максим Сердюк і Максим Ксьонда, які представляли проєкт, отримали грошовий приз у розмірі 1500 євро від Eurotape Media Services та безкоштовну акредитацію на програму «Продюсерська мережа» (англ. Producers Network) 69-го Каннського кінофестивалю. За повідомленням видання ScreenDaily, проєкт до цього також отримав технічку підтримку української компанії TechnoRent та інвестування кіпрської Pride Capital.
15 лютого 2016 року «Танк» отримав нагороду VFF Talent Highlight Pitch Award і грошовий приз у розмірі 10 тисяч євро на ринку ко-продукції талантів (англ. Co-Production Market — Talent Project Market) у рамках 66-го Берлінського міжнародного кінофестивалю. Разом з ним за приз змагалися ще 9 фільмів з різних країн світу з-поміж 152 заявлених. Проєкт був представлений в Берліні продюсером Максимом Сердюком.
Також «Танк» брав участь у Восьмому конкурсному відборі кінопроєктів Держкіно на здобуття державної фінансової підтримки. Бюджет фільму був заявлений у розмірі 22 800 734 гривень, а запит на підтримку — 11 400 367 гривень. 9 лютого 2016 року за результатами першого туру проєкт отримав середню оцінку у 4 бали і був допущений до другого туру. За підсумками друго туру стрічка набрала більше 37 балів і відповідно увійшла до списку фільмів, які частково проспонсорує Держкіно.